# Parlamentswahl in Australien 1987
Die Parlamentswahl in Australien 1987 fand am 11. Juli 1987 statt. Es war die Wahl zum 35. australischen Parlament. Von den beiden Parlamentskammern wurde das Repräsentantenhaus (Unterhaus) und der Senat (Oberhaus) neu gewählt.
Wahlsieger wurde die regierende Labor Party. Sie konnte ihre absolute Mehrheit der Sitze im Repräsentantenhaus verteidigen. Verlierer hingegen war die oppositionelle Liberal Party.

## Hintergrund
Die Legislaturperiode des Repräsentantenhauses hätte eigentlich erst am 21. Februar 1988 geendet, jedoch wurde das Parlament bereits am 5. Juni 1987 aufgelöst. Der Grund für die Auflösung war die Ablehnung der Australian Card Bill durch den Senat. Dieses Gesetz war ein wichtiger Bestandteil des Steuerreformpakets der Regierung.
Während des gesamten Wahlkampfes bekräftigte Premierminister Bob Hawke (Australian Labor Party), dass eine harte Wirtschaftspolitik fortgesetzt werden müsse, wenn seine Regierung wiedergewählt würde. Dies wäre insbesondere wegen des katastrophalen Verfalls der Exportpreise wichtig und notwendig.  Die vorgesehenen Sparmaßnahmen wurden in dem Slogan seiner Partei „Let's see it through“ zusammengefasst.
Der Premierminister betonte ferner die Kompetenz, Einheit und Stabilität seiner Regierung und ihre Leistungen durch seine Politik des Konsenses. John Howard, Vorsitzender der wichtigsten oppositionellen Liberalen Partei, stützte seine Kampagne weitgehend auf das Versprechen erheblicher Einkommenssteuersenkungen. Aber auch die konservativen Liberalen waren in politischen Fragen gespalten, wobei John Howard von Andrew Peacock, dem ehemaligen Parteivorsitzenden, abgelehnt wurde.

## Wahlergebnisse
Insgesamt stellten sich 868 Kandidaten zur Wahl, 613 für das Repräsentantenhaus und 255 für den Senat. Der Sieg der Labor Party wurde auf die positive Bilanz der Regierung im Amt zurückgeführt, trotz der Ernüchterung seitens der traditionellen Labor-Wähler über den Schritt der Partei nach rechts, näher an die liberale Politik. Bob Hawke war der erste Premierminister der Labor Party, der dreimal in Folge gewann. Am 22. Juli 1987 wurde die Zusammensetzung seines neuen, reduzierten Kabinetts bekannt gegeben.

### Repräsentantenhaus
- Labor: 86
- Nationals: 19
- Liberals: 43

| Partei                        | Partei                            | Stimmen    | Stimmen | Stimmen | Sitze  | Sitze |
| Partei                        | Partei                            | Anzahl     | %       | +/−     | Anzahl | +/−   |
| ----------------------------- | --------------------------------- | ---------- | ------- | ------- | ------ | ----- |
|                               | Australian Labor Party (ALP)      | 4.232.563  | 45,83   | −1,72   | 86     | +4    |
|                               | Liberal Party of Australia (LPA)  | 3.169.391  | 34,32   | +0,26   | 43     | −1    |
|                               | National Party of Australia (NPA) | 1.064.230  | 11,52   | +0,89   | 19     | −2    |
|                               | Australian Democrats (AD)         | 557.259    | 6,03    | +0,58   | —      | —     |
|                               | Unabhängige                       | 148.164    | 1,60    | +1,60   | —      | —     |
|                               | Country Liberal Party (CLP)       | 21.668     | 0,23    | −0,09   | —      | −1    |
|                               | Sonstige                          | 41.811     | 0,47    | —       | —      | —     |
|                               | gesamt                            | 9.235.086  | 100,00  |         | 148    |       |
| Wahlberechtigte               | Wahlberechtigte                   | 10.353.213 |         |         |        |       |
| Wahlbeteiligung (Wahlpflicht) | Wahlbeteiligung (Wahlpflicht)     | 93,84 %    |         |         |        |       |
| abgegebene Stimmen            | abgegebene Stimmen                | 9.715.440  |         |         |        |       |
| ungültige Stimmen             | ungültige Stimmen                 | 480.354    |         |         |        |       |
| Quelle:                       |                                   |            |         |         |        |       |

### Senat
| Partei                        | Partei                            | Stimmen    | Stimmen | Stimmen | Sitze    | Sitze  | Sitze |
| Partei                        | Partei                            | Anzahl     | %       | +/−     | gewonnen | gesamt | +/−   |
| ----------------------------- | --------------------------------- | ---------- | ------- | ------- | -------- | ------ | ----- |
|                               | Australian Labor Party (ALP)      | 4.013.860  | 42,83   | +0,66   | 32       | 32     | −2    |
|                               | Liberal Party of Australia (LPA)  | 1.965.180  | 20,97   | +0,38   | 23       | 26     | −1    |
|                               | Liberal/National (Joint Ticket)   | 1.289.888  | 13,76   | +1,05   | 5        |        |       |
|                               | Australian Democrats (AD)         | 794.107    | 8,47    | +0,85   | 7        | 7      | —     |
|                               | National Party of Australia (NPA) | 664.394    | 7,09    | +1,16   | 5        | 7      | +2    |
|                               | Country Liberal Party (CLP)       | 19.970     | 0,21    | −0,10   | 1        | 1      | —     |
|                               | Sonstige                          | 624.281    | 6,67    | —       | 3        | 3      | —     |
|                               | gesamt                            | 9.371.680  | 100,00  |         | 76       | 76     |       |
| Wahlberechtigte               | Wahlberechtigte                   | 10.353.213 |         |         |          |        |       |
| Wahlbeteiligung (Wahlpflicht) | Wahlbeteiligung (Wahlpflicht)     | 93,84 %    |         |         |          |        |       |
| abgegebene Stimmen            | abgegebene Stimmen                | 9.715.440  |         |         |          |        |       |
| ungültige Stimmen             | ungültige Stimmen                 | 343.760    |         |         |          |        |       |
| Quelle:                       |                                   |            |         |         |          |        |       |